# 올림픽 이라크 선수단
이라크는 1948년 런던 올림픽에 처음 참가한 이래 하계 올림픽에 참가해 왔다. 동계 올림픽에는 참가하고 있지 않다.
첫 참가 이래 1952년 헬싱키 올림픽은 불참, 1956년 멜버른 올림픽은 수에즈 위기의 항의 차원에서 대회 참가를 보이콧하였다. 그 다음 대회인 1960년 로마 올림픽에서는 처음이자 유일한 동메달을 획득하였다.
1972년 뮌헨 올림픽은 남아프리카 연방의 아파르트헤이트 정책에 대한 항의로 불참하였으며, 1976년 몬트리올 올림픽에서도 마찬가지로 불참하였는데 당시 비아프리카 국가 가운데서는 가이아나와 함께 유이하였다. 1980년 모스크바 올림픽부터는 매 대회에 참가하고 있다.
특히 이라크 전쟁이 한창이던 2004년 아테네 올림픽에도 참가하였는데, 2003년 4월 9일 미국의 이라크 공습 당시 이라크 국가 올림픽 위원회 건물이 약탈 및 화재의 피해를 입었음에도 대회 참가를 이어나갔다. 이 대회에서 이라크 축구 국가대표팀이 4강에 올라 두번째 동메달을 목전에 두었으나 이탈리아팀에 패했다.

## 메달 기록

### 하계 올림픽
| 대회                  | 선수      | 금메달 | 은메달 | 동메 | 총합 | 순위 |
| 1948년 런던           | 12        | 0      | 0      | 0    | 0    | –    |
| 1952년 헬싱키         | 불참      | 불참   | 불참   | 불참 | 불참 | 불참 |
| 1956년 멜버른         | 불참      | 불참   | 불참   | 불참 | 불참 | 불참 |
| 1960년 로마           | 21        | 0      | 0      | 1    | 1    | 41   |
| 1964년 도쿄           | 13        | 0      | 0      | 0    | 0    | –    |
| 1968년 멕시코시티     | 3         | 0      | 0      | 0    | 0    | –    |
| 1972년 뮌헨           | 불참      | 불참   | 불참   | 불참 | 불참 | 불참 |
| 1976년 몬트리올       | 불참      | 불참   | 불참   | 불참 | 불참 | 불참 |
| 1980년 모스크바       | 43        | 0      | 0      | 0    | 0    | –    |
| 1984년 로스앤젤레스   | 23        | 0      | 0      | 0    | 0    | –    |
| 1988년 서울           | 27        | 0      | 0      | 0    | 0    | –    |
| 1992년 바르셀로나     | 8         | 0      | 0      | 0    | 0    | –    |
| 1996년 애틀랜타       | 3         | 0      | 0      | 0    | 0    | –    |
| 2000년 시드니         | 4         | 0      | 0      | 0    | 0    | –    |
| 2004년 아테네         | 24        | 0      | 0      | 0    | 0    | –    |
| 2008년 베이징         | 4         | 0      | 0      | 0    | 0    | –    |
| 2012년 런던           | 8         | 0      | 0      | 0    | 0    | –    |
| 2016년 리우데자네이루 | 24        | 0      | 0      | 0    | 0    | –    |
| 2020년 도쿄           | 3         | 0      | 0      | 0    | 0    | –    |
| 2024년 파리           | 개최 예정 |        |        |      |      |      |
| 2028년 로스앤젤레스   | 개최 예정 |        |        |      |      |      |
| 2032년 브리즈번       | 개최 예정 |        |        |      |      |      |
| 총합                  | 총합      | 0      | 0      | 1    | 1    | 147  |

### 종목별 메달 집계
| 종목       | 금 | 은 | 동 | 합계 |
| ---------- | -- | -- | -- | ---- |
| 역도       | 0  | 0  | 1  | 1    |
| 합계 (1개) | 0  | 0  | 1  | 1    |

## 역대 메달리스트
| 메달   | 선수               | 대회        | 종목 | 세부종목      |
| ------ | ------------------ | ----------- | ---- | ------------- |
| 동메달 | 압둘 와히드 아지즈 | 1960년 로마 | 역도 | 남자 라이트급 |

## 같이 보기
- 이라크의 올림픽 기수 목록
- 패럴림픽 이라크 선수단
- 아시안 게임 이라크 선수단